# Echinocorys
Echinocorys es un género extinto de Echinoidea o erizos de mar que vivieron entre el Cretácico superior y el Paleoceno. El género pertenece a la familia Holasteridae. Se han encontrado restos en Asia, Europa y América del Norte.